# Elymotrigia gigantea
Elymotrigia gigantea är en gräsart som beskrevs av Kotukhov. Elymotrigia gigantea ingår i släktet Elymotrigia och familjen gräs. Inga underarter finns listade i Catalogue of Life.